# Monsenhor Gil
Monsenhor Gil este un oraș în Piauí (PI), Brazilia.